# ジェイムズ・ヘンリー・ロバーツ・クロムウェル

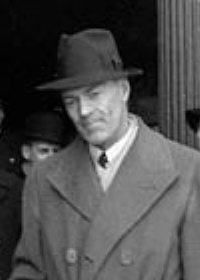
ジェイムズ・ヘンリー・ロバーツ・クロムウェル

ジェイムズ・ヘンリー・ロバーツ・クロムウェル（James Henry Roberts Cromwell, 1896年6月4日 - 1990年3月22日）は、アメリカ合衆国の外交官。1940年に駐カナダ公使を務めた。

## 生涯
1896年6月4日、ジェイムズ・ヘンリー・ロバーツ・クロムウェルはニューヨーク州ニューヨークのマンハッタンにおいて誕生した。クロムウェルはニュージャージー州のローレンスビル・スクールで教育を受け、続いてペンシルベニア大学のウォートン・スクールで2年を過ごした。
1940年1月12日、クロムウェルはフランクリン・ルーズベルト大統領から駐カナダ公使に任命された。クロムウェルは1月24日に信任状を奉呈して着任した。1940年5月16日、クロムウェルは連邦上院議員に立候補するため、駐カナダ公使を辞任した。クロムウェルは民主党の公認を受けてニュージャージー州から立候補したが、共和党の現職候補ウィリアム・ウォレン・バーバーに敗れた。
1990年3月22日、クロムウェルはカリフォルニア州ミルヴァリーの養老院において死去した。

## 家族
ジェイムズ・ヘンリー・ロバーツ・クロムウェルの父親はオリヴァー・イートン・クロムウェル (Oliver Eaton Cromwell, 1847-1921)、母親はルクリーシャ・ビショップ・ロバーツ (Lucretia Bishop Roberts, 1864-1946) であった。
1920年6月20日、クロムウェルはミシガン州デトロイトにおいて、「自動車王」ホーレス・エルジン・ダッジの長女デルフィン・アイオン・ダッジ (Delphine Ione Dodge, 1899-1943) と結婚した。クロムウェルはデルフィンとの間に娘クリスティーン (Christine, 1923-) をもうけた。クロムウェルとデルフィンは1928年に離婚した。
1935年2月13日、クロムウェルはニューヨーク州ニューヨークのマンハッタンにおいて、「タバコ王」ジェイムズ・ブキャナン・デュークの長女ドリス・デュークと結婚した。クロムウェルはドリスとの間に娘アーデン (Arden, 1940) をもうけたが、生後1日で死亡した。クロムウェルとドリスは1935年に離婚した。